# ماتیش ویدرا
ماتیش ویدرا (انگلیسی: Matěj Vydra؛ زادهٔ ۱ مهٔ ۱۹۹۲) بازیکن فوتبال اهل جمهوری چک است.
از باشگاه‌هایی که در آن بازی کرده‌است می‌توان به باشگاه فوتبال وست برومویچ آلبیون، باشگاه فوتبال واتفورد، باشگاه فوتبال کلوب بروژ، باشگاه فوتبال ردینگ، باشگاه فوتبال بانیک استراوا، و باشگاه فوتبال اودینزه اشاره کرد.
وی همچنین در تیم‌های ملی فوتبال زیر ۲۱ سال جمهوری چک، و جمهوری چک بازی کرده‌است.